# مرضیه افخم
مرضیه افخم (زادهٔ دی ۱۳۴۱ تهران) دیپلمات ایرانی و سفیر جمهوری اسلامی ایران در کشور اسلوونی است. وی پیش‌تر به‌عنوان سفیر ایران در مالزی مشغول به فعالیت بود. افخم از سال ۱۳۹۲ تا ۱۳۹۴ سمت سخنگوی وزارت امور خارجه ایران و نیز رئیس مرکز دیپلماسی عمومی و رسانه‌ای وزارت امور خارجه را برعهده داشت.

## سوابق
افخم حدود ۲ سال ریاست مرکز دیپلماسی عمومی و رسانه‌ای وزارت امور خارجه را بر عهده داشت. وی در دوران وزارت علی‌اکبر ولایتی در وزارت امور خارجه مسئوليت اداره کل اخبار و مطبوعات را بر عهده داشت. افخم در زمان تصدی کمال خرازی بر وزارت خارجه و سخنگویی حمیدرضا آصفی در این سمت باقی‌ماند و برای مدتی در یکی از سفارتخانه‌های ایران در یکی از کشورهای آفریقایی فعالیت کرد.
افخم سابقه سی سال فعالیت در بخش‌های مختلف وزارت خارجه داشته و نخستین زنی است که به سمت سخنگویی یک وزارت‌خانه در ایران و سفارت منصوب شده‌است. وی همچنین نخستین سفیر زن ایرانی بعد از انقلاب اسلامی است و تابویی ۳۷ ساله را در این زمینه شکست.

## پیشینه شغلی
۱۳۶۸-۱۳۷۱ / معاون اداره اطلاعات و انتشارات
۱۳۷۱-۱۳۷۶ / معاون اداره رسانه‌های گروهی
۱۳۷۶-۱۳۸۱ / رئیس اداره رسانه‌های گروهی
۱۳۸۱-۱۳۸۵ / مدیرکل اطلاعات و مطبوعات
۱۳۸۵-۱۳۸۷ / مشاور وزیر امور خارجه
۱۳۸۷-۱۳۹۰ / کارشناس ارشد حوزه وزیر
۱۳۹۱-۱۳۹۲ / معاون مدیرکل دیپلماسی عمومی
۱۳۹۲-۱۳۹۴ / معاون وزیر امور خارجه  
سفیر ایران در مالزی / ۱۳۹۴-۱۳۹۸
مدیرکل زنان و حقوق بشر / ۱۴۰۰-۱۴۰۳
سفیر ایران در اسلوونی / ۱۴۰۳-تاکنون 

## زندگی خصوصی
به گزارش برخی خبرگزاری‌ها، او پس از انتصاب به سمت سخنگوییِ وزارت‌خانه، با یکی از همکارانش، که از کارشناسان وزارت خارجه است، ازدواج کرده‌است.